# Цьосни (Мазовецьке воєводство)
Цьосни (пол. Ciosny) — село в Польщі, у гміні Вішнев Седлецького повіту Мазовецького воєводства.
Населення — 133 особи (2011).
У 1975-1998 роках село належало до Седлецького воєводства.

## Демографія
Демографічна структура станом на 31 березня 2011 року:
|          | Загалом | Допрацездатний вік | Працездатний вік | Постпрацездатний вік |
| -------- | ------- | ------------------ | ---------------- | -------------------- |
| Чоловіки | 69      | 17                 | 43               | 9                    |
| Жінки    | 64      | 17                 | 31               | 16                   |
| Разом    | 133     | 34                 | 74               | 25                   |